# Продрому, Питер
Питер Продро́му (родился 14 января 1969 года) — британский  инженер-аэродинамик кипрского происхождения. В настоящее время  работает техническим директором по аэродинамике в команде McLaren Formula One.
С 1991 года работал в конструкторском бюро McLaren, позже стал главным аэродинамиком команды.  Покинул команду в 2006 году вместе с Адрианом Ньюи для участия в Red Bull Racing в качестве руководителя отдела аэродинамики. В конце 2014 года вернулся в McLaren в качестве главного инженера. В 2017 году он стал техническим директором команды, ответственным за аэродинамику.